# Skunkfell

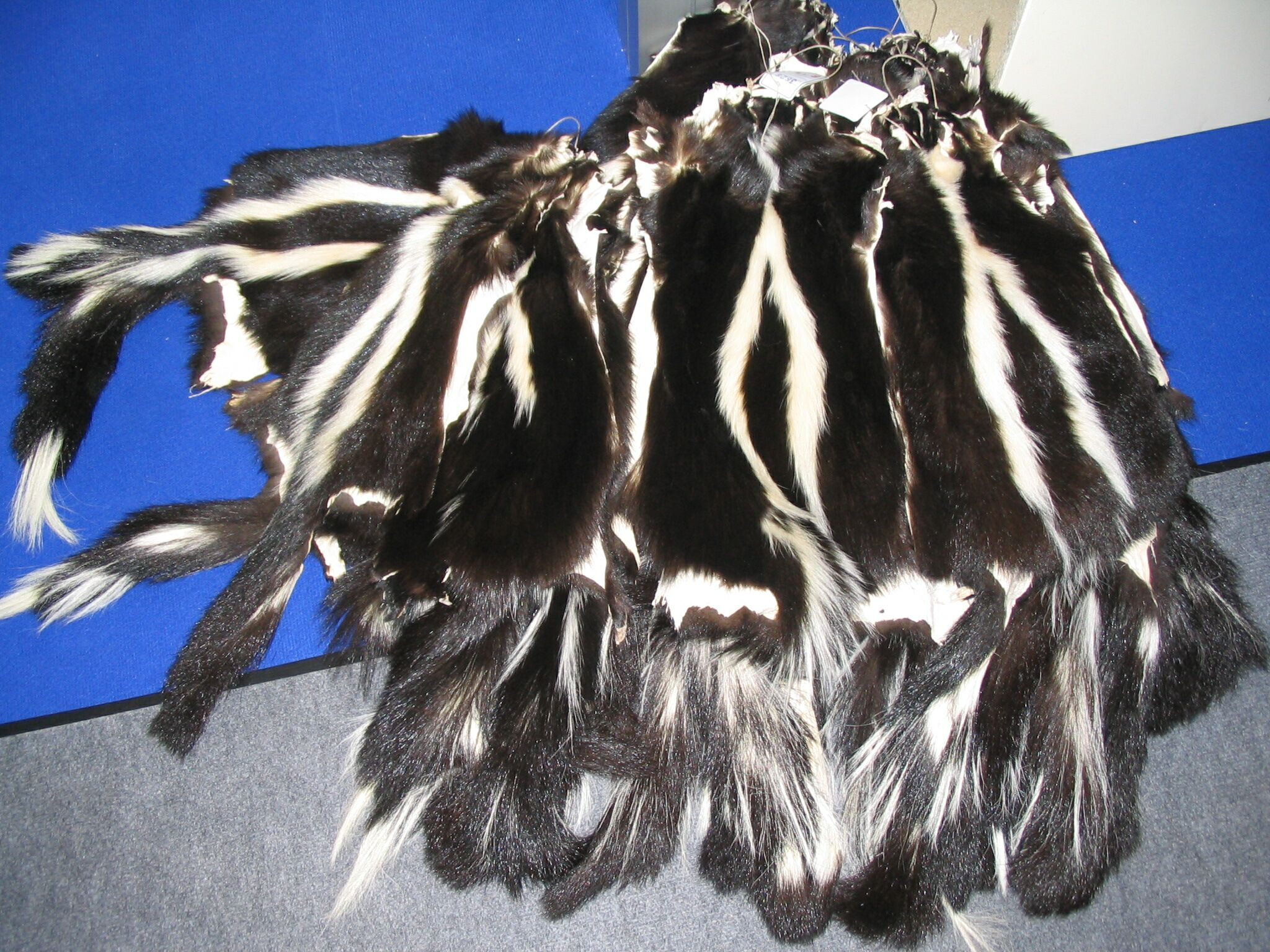
Nordamerikanische Skunkfelle

Das Fell des amerikanischen Stinktiers beziehungsweise des Skunks gehörte bis in die 1940er Jahre zu den wesentlichen Materialien der Pelzmode. In Deutschland ist das Skunkfell seit etwa um 1860 im Handel.
Der Handel unterscheidet zwischen Streifenskunks oder Kanadaskunks, den Fleckenskunks und den Zorrino oder Südamerikanischen Skunks, die zu den Ferkelskunks gehören. Die Skunks bewohnen den amerikanischen Kontinent vom Norden bis zum äußersten Süden in verschiedenen Arten, lediglich in Mittelamerika kommen sie nicht vor (ausgenommen der Haubenskunk in Teilen Mittelamerikas).
Der Pelz wird in der Regel auch in der Einzahl als Skunks bezeichnet (der Skunks, die Skunkse, häufig deshalb auch das „Skunksfell“).

## Aussehen, Herkommen und Handelstypen
Mit seinem plumperen, stämmigen Körper sieht der Skunk aus der zoologischen Familie der Marderartigen nicht wie ein typischer Marder aus. Der Kopf ist klein und spitz, das langhaarige Fell ist kontrastreich. Die Grundfärbung ist tiefschwarz (fachsprachlich auch „blau“) bis dunkelbraun. Er wird 40 bis 50 Zentimeter groß, der lange, breite und buschige Schweif erreicht eine Länge von 30 Zentimeter.
Besonderes Kennzeichen der Streifenskunks ist die Rückenzeichnung, eine weiße bis gelbliche „Gabelung“, die in der Form und Ausdehnung stark variiert. Die Streifen sind, im Wesentlichen entsprechend dem Herkommen, kurz oder lang, schmal oder breit, meist zum Schweif hin auseinanderlaufend. Es gibt Felle, die bis auf einen weißen Scheitelfleck völlig schwarz sind und andererseits solche, die bis auf schmale schwarze Streifen fast vollständig weiß sind. Je unbedeutender die Gabelzeichnung war, desto wertvoller galt bei ansonsten gleicher Qualität das Fell. Die schönbehaarte Stelle zwischen den Gabeln wird von den Kürschnern als Medaillon bezeichnet.
Selbst in den einzelnen Gebieten, zum Beispiel den Südstaaten, leben oft mehrere Arten nebeneinander. Schon deshalb ist auch das Verhältnis der schwarzen und kurzstreifigen zu den weißen und langstreifigen Fellen innerhalb der einzelnen Herkommen sehr verschieden. Der Handel unterscheidet schwarze (black) Skunks, die meist jedoch einen kleinen weißen Fleck auf der Stirn oder im Genick tragen, kurzstreifige (shortstriped), langstreifige (longstriped) und weiße Skunks. Weiter wird differenziert nach dem markanten Unterschied zwischen den östlichen Skunks mit verästelten zackigen Streifen (Zackenskunk) und den westlichen Skunks mit gerade verlaufenden, ungezackten Streifen.
Bereits beim Rohfell gibt die Lederseite Hinweise auf die Qualität des Skunks. Ein vollausgereiftes Fell hat eine cremige, lebendige Lederfarbe. Das Leder eines zu früh gefangenen Tieres weist einen gräulichen Farbton auf. Wurde das Tier erst spät in der Saison gefangen, ist das Leder hart und bockig.
Skunkfelle haben meist eine gute Strapazierfähigkeit, ähnlich dem Waschbärfell. Der Haltbarkeitskoeffizient wurde anhand allgemeiner Erfahrung auf 50 bis 60 Prozent geschätzt, für die Herkommen aus Montevideo auf 40 bis 50 Prozent, für Lyraskunks auf 20 bis 30 Prozent. Eine amerikanische Studie ordnete das Skunkfell anhand von mikroskopischen Haaruntersuchungen bei 70 Prozent ein.
Bei einer Einteilung der Pelztiere in die Haar-Feinheitsklassen seidig, fein, mittelfein, gröber und hart wird das Skunkhaar als mittelfein eingestuft.

### Nordamerikanischer Skunk

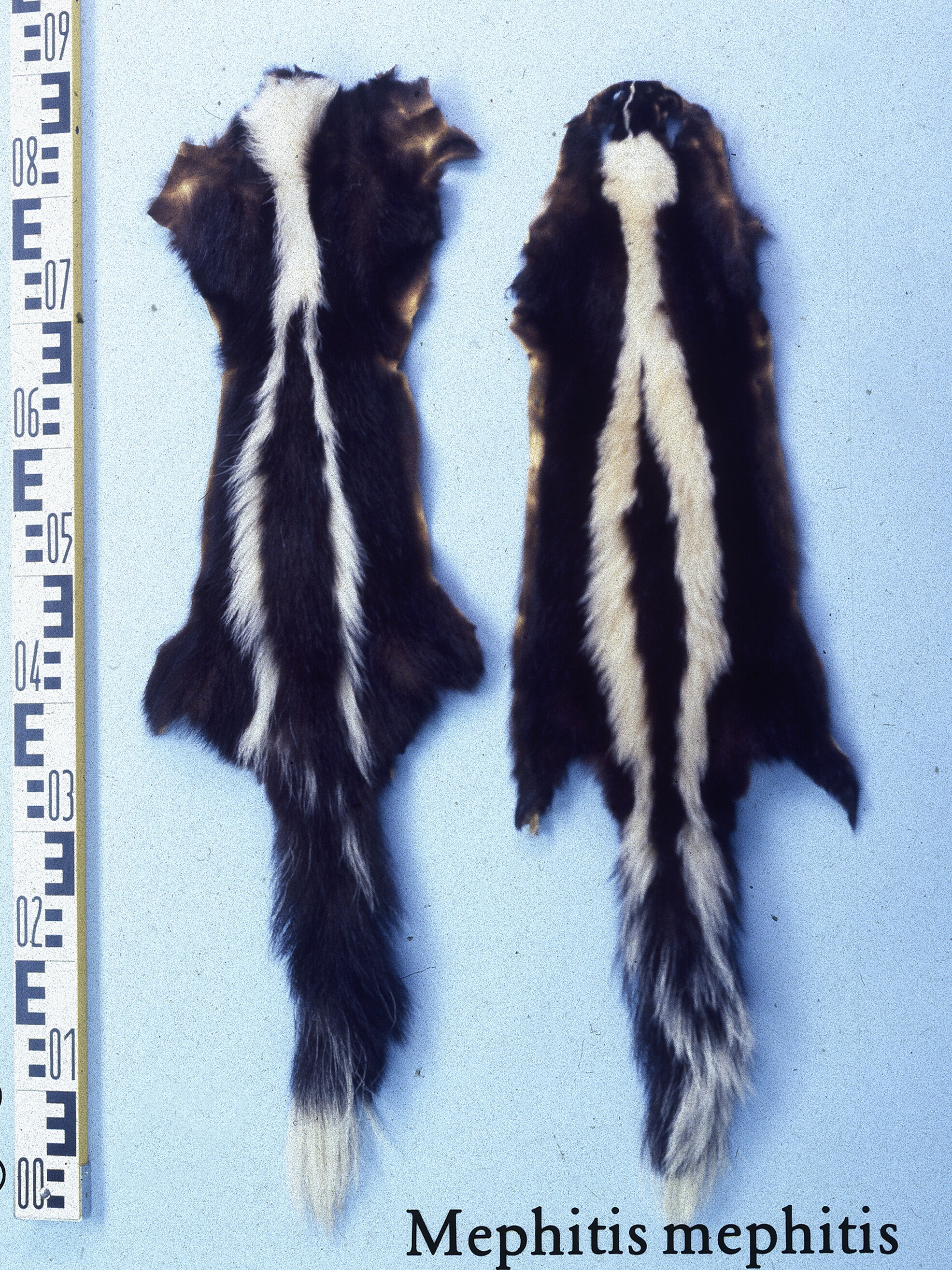
Zwei nordamerikanische Skunkfelle (Streifenskunks)

Im Großen und Ganzen kann ein Rauchwarenfachmann aus der Art der Gabelung zusammen mit dem Charakter des Schweifes das Herkommen der Felle bestimmen. Der Leipziger Rauchwarenhändler Friedrich Hering meinte sogar, der weiße Streifen sei für den Händler ein untrügliches Erkennungsmerkmal für die Gegenden, aus denen die Felle stammen: Ist die Gabel zackig, so hat man unbedingt einen Skunks von einer östlichen Provenienz vor sich, ist dagegen der Streifen schmal und dünn, so kommt das Fell aus dem Westen, als zum Beispiel Iowa und Wisconsin. Ferner, ist das Weiß gelblich, so ist der Skunks bestimmt aus dem Osten, rein weiße Streifen deuten ebenfalls auf ein westliches Fell. Aber auch der Prozentsatz vom Schwarz- zum Kurzstreifigen gegenüber dem Langstreifigen beziehungsweise Weißen gibt einen Anhalt für die Provenienz. Skunksanlieferungen aus östlichen Gegenden enthalten im Allgemeinen höchstens 40 % schwarze und kurzstreifige Felle, Minnesotas 10 %, Missouris etwa 50 %; dagegen befinden sich unter den Skunks südlicher Herkommen 60 % und mehr.
| Östlicher Typ                       | Westlicher Typ            |
| ----------------------------------- | ------------------------- |
| Eastern                             | Minnesota-Dakotas         |
| Michigan                            | Northwestern              |
| Northern New York und Northern Ohio | Iowa                      |
| Ohio-Pennsylvania                   | Canadian (Western)        |
| Indiana-Illinois                    | Kansas-Nebraska           |
| Kentucky-Tennessee                  | Southern und Southwestern |
| Virginia-Carolina                   |                           |
| Southeastern                        |                           |

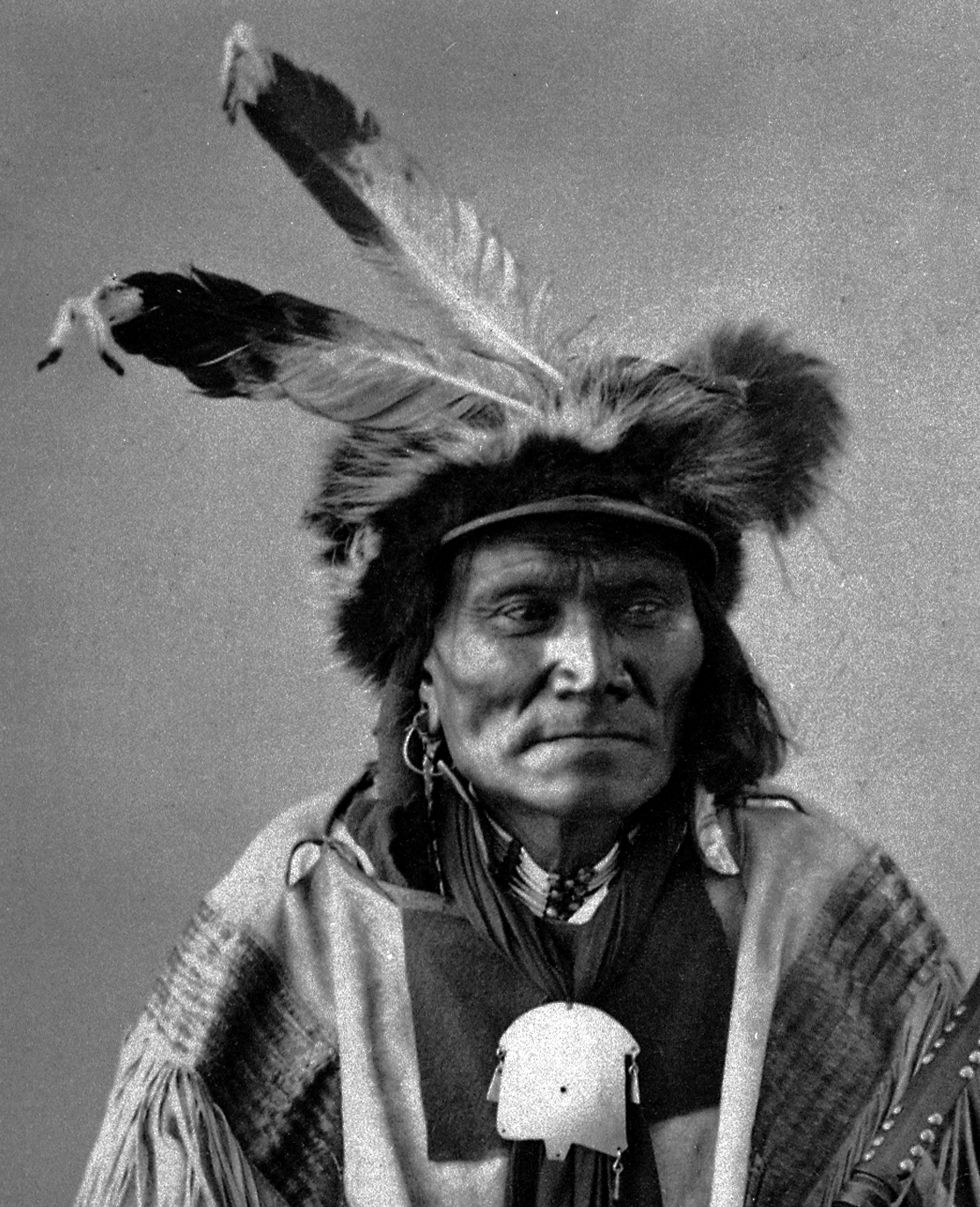
Sioux Long Fox-To-Can-Has-Ka mit Skunksmütze (1872)

In der Hauptzeit der Skunksmode wurden bei der Fellverarbeitung die weißen Gabeln in der Regel herausgeschnitten. Bei den östlichen Qualitäten ist das durch die zackige Zeichnung erschwert, was den Handelswert der Felle meist minderte. Ein Färben empfiehlt sich nicht immer, da die Streifen nicht die gleiche Seidigkeit wie das übrige Haar aufweisen. Die Gabeln wurden bei genügendem Anfall separat für Felldecken, Pelzfutter und Kragen verwendet.
- Der Hudsons Bay Skunk, mittleres Kanada, liefert die größten Felle. Vom breiten Scheitelfleck zieht sich ein schmaler weißer Streifen nach hinten bis zu den Schultern, wo er sich in zwei breite weiße Gabeln teilt, die sich zum Fellende hin wieder vereinigen. Der stumpf endende Schweif ist sehr buschig und besteht aus recht steifen, borstigen, schwarz und weiß gemischten Haaren. Das Leder dieser Art ist meist recht dunkel rötlichgelb, die zweiten Qualitäten beziehungsweise die Sommerware haben ein dunkelgrünes Leder. Auch bei rund, mit dem Haar nach innen abgezogenen Fellen ist die Form der Gabeln genau zu erkennen, sie heben sich gelb oder orangefarben vom übrigen Leder ab.[13]

- Kansas-Nebraska-Skunks sind sehr viel kleiner als die Felle aus Kanada, das Haar ist deutlich gröber und etwas bräunlich. Eine im Handel geläufige Bezeichnung war für das Herkommen kurz „K-N“.[12]

- Minnesota Skunks, laut Bachrach besser Westliche Skunks, sind besonders groß und dunkler als Hudsons Bay, die Gabelstreifen nur bleistiftdünn, das Haar ist rauch bis sehr rauch. Diese in der amerikanischen Pelzindustrie begehrteste Sorte war auch anderweitig gefragt, so hieß es Anfang des 20. Jahrhunderts, dass sie wegen ihrer ausgiebigen Größe und leichten Bearbeitungsfähigkeit besonders bei den Berliner Engrosfabrikanten sehr beliebt ist. Was dazu führte, dass mehr Felle der Provenienz im Handel waren als gefangen wurden, weil bereits in Amerika andere Herkommen in die Sortimente einsortiert wurden.[14][12]

- Die Nordöstlichen Skunks sind kleiner und haben ein dunkleres, feineres und seidigeres Haar, häufig sind sie glänzend bläulichschwarz. Mitunter haben sie nur einen weißen Fleck oder einen schmalen Streifen bis zur Schulter. Es kommen gelegentlich auch ganz weiße Felle vor, die nur eine schmale dunkle Rückenlinie und eine dunkle Wamme haben. Die feinsten und deshalb wertvollsten kommen aus den Staaten Wisconsin, Michigan, Ohio, New York und Pennsylvania.[15]

- Kansas und Nebraska waren sehr bekannte Herkommen, die meist als eine Gegend zusammen gehandelt wurden. Trotzdem waren sie nicht sonderlich begehrt, da das Haar etwas grob und spießig ist. Sie sind leicht an den spitzen Köpfen zu erkennen.[6]

- Iowa lieferte sehr viele Skunkfelle. Es wird unterschieden in North-Iowa-Skunks mit guter Größe und dickem und genügend seidigem Haar von gedrungener Qualität und dem kleineren South-Iowa-Skunks, der dem North Missouri ähnelt und von den Sammlern deshalb auch häufig zu einer Partie vereinigt wurde.[6]

- Central-Skunks kommt aus der Arkansas-Tennessee-Gegend. Das Fell ist recht klein und entbehrt der Unterwolle.[6]

- Mississippi und Louisiana sind noch kleiner als Centrals und von noch geringerer Qualität.[6]

- Oklahoma-Skunks hat fast die Größe und das Aussehen eines Minnesota Skunks. Er hat einen riesigen Schweif, der gewöhnlich abgeschnitten wurde, um das Herkommen zu verbergen, da er von der Qualität her zu den minderwertigeren Gegenden zählt, der Pelz ist dünn und hohl.[6]

- St. Louis Eastern, hierunter werden die Skunks aus den Gegenden östlich von St. Louis zusammengefasst. Hierzu gehören die Herkommen Süd-Illinois, Süd-Indiana und Kentucky. Das Fell ist mittelgroß, fällt jedoch in der Qualität gegenüber den Eastern-Gegenden deutlich ab.[6]

- Southern und Southwestern sind sehr klein, nicht größer als ein durchschnittliches Fell der Northwestern-Gegend; kräftig braunschwarz und flach. Sie erbrachten in ihrer Größenklasse nach den Minnesotas die besten Preise. Oklahoma liefert viele Felle, die auch als Oklahomas gehandelt wurden.

Aus den südlichen Landesteilen von Texas und Teilen von Louisiana kommt die einfach-breit-gestreifte Varietät, die im Haarkleid sehr grob und manchmal borstig ist. Der Schweif ist ebenfalls auffallend groß, das Haar ist hart und dünn. Die weißen Streifen laufen zu einem breiten weißen Rücken zusammen, das Weiße setzt sich in der vollen Breite im Schweif fort. Nach dem Färben bekommt das Fell jedoch einen sehr schönen Glanz. Die Felle waren als Texas Broadstripes oder Southern Broadstripes im Handel. Aus  Florida und Georgia kommen große Felle mit kurzen Gabeln, gut in der Farbe aber nicht seidig.
- New-Mexico-Felle sind groß, sehr weiß und grob.[15]

- Kalifornische Skunkfelle sind klein mit weißen Gabeln.[15]

- Felle des Haubenskunk, Hooded Skunk oder Langschwanzskunk aus den südlichen USA bis Mittelamerika werden, vielleicht wegen ihrer oft intensiven weißen Rückenzeichnung, trotz des seidigen Haars als von geringem Wert für die Pelzverarbeitung bezeichnet, manchmal wird die sogenannte „weiße Ware“ auch schwarz eingefärbt oder sogar gebleicht und auf hellere Nuancen gefärbt.[5] Dabei kann die Musterung sehr unterschiedlich sein, sie reicht von den beiden Farbextremen – Rücken und Schwanz gänzlich weiß oder aber Rücken schwarz mit zwei weißen Seitenstreifen – dazwischen bestehen Übergänge. Der Bauch ist völlig schwarz. Die Nackenhaare sind gewöhnlich zu einer Halskrause gespreizt. Die Kopf-Rumpf-Länge beträgt 30,5 bis 40,5 Zentimeter, die Schweiflänge ist mit 35,5 bis 38 Zentimeter länger als das Rumpffell.[16] Ansonsten heißt es allgemein über die in Mittelamerika verbreiteten Arten, sie sind von sehr geringer Qualität (meist spießig). Für die Pelzwirtschaft haben sie keine Bedeutung.[11]

Lyraskunk
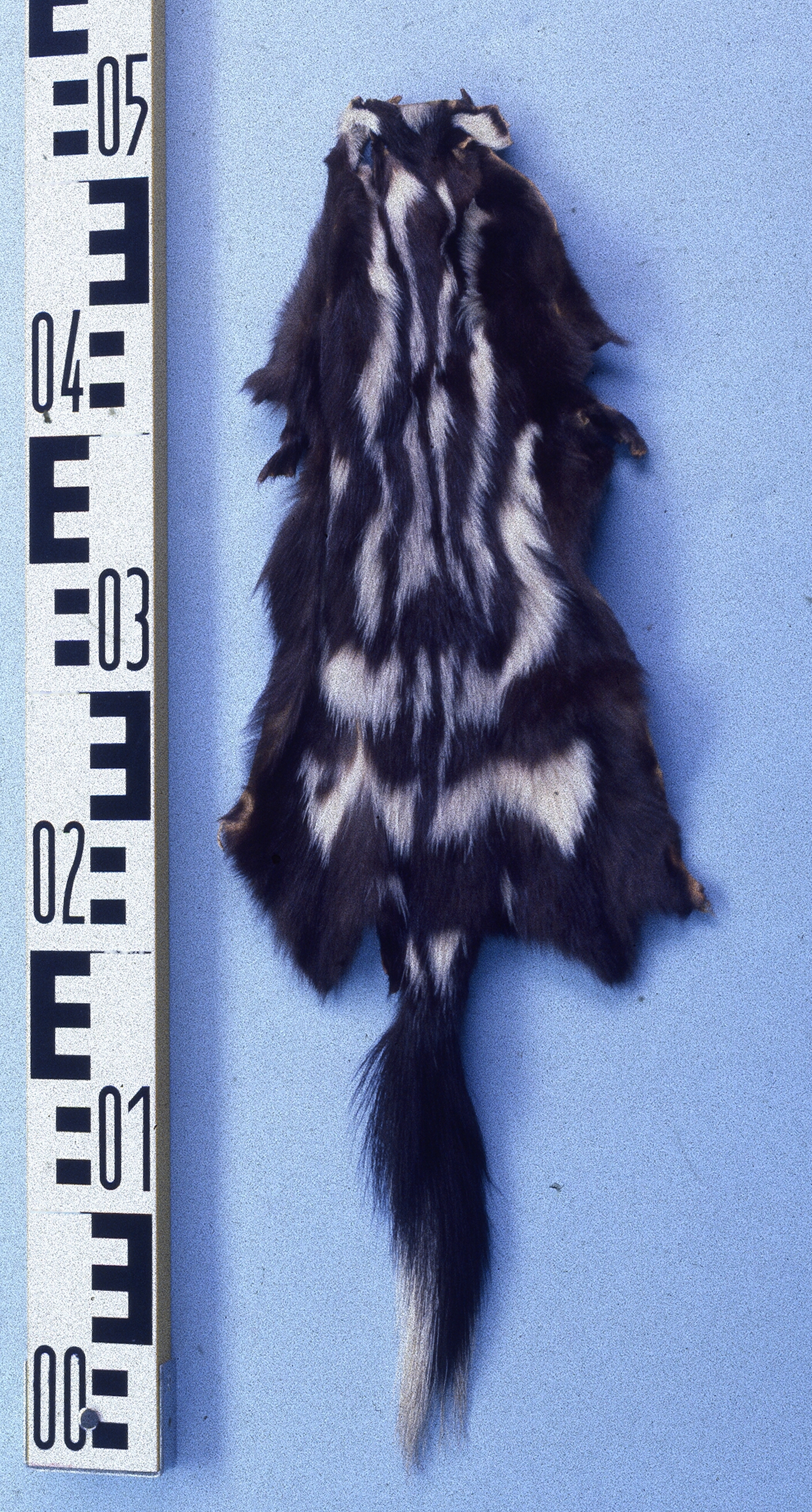
Fell
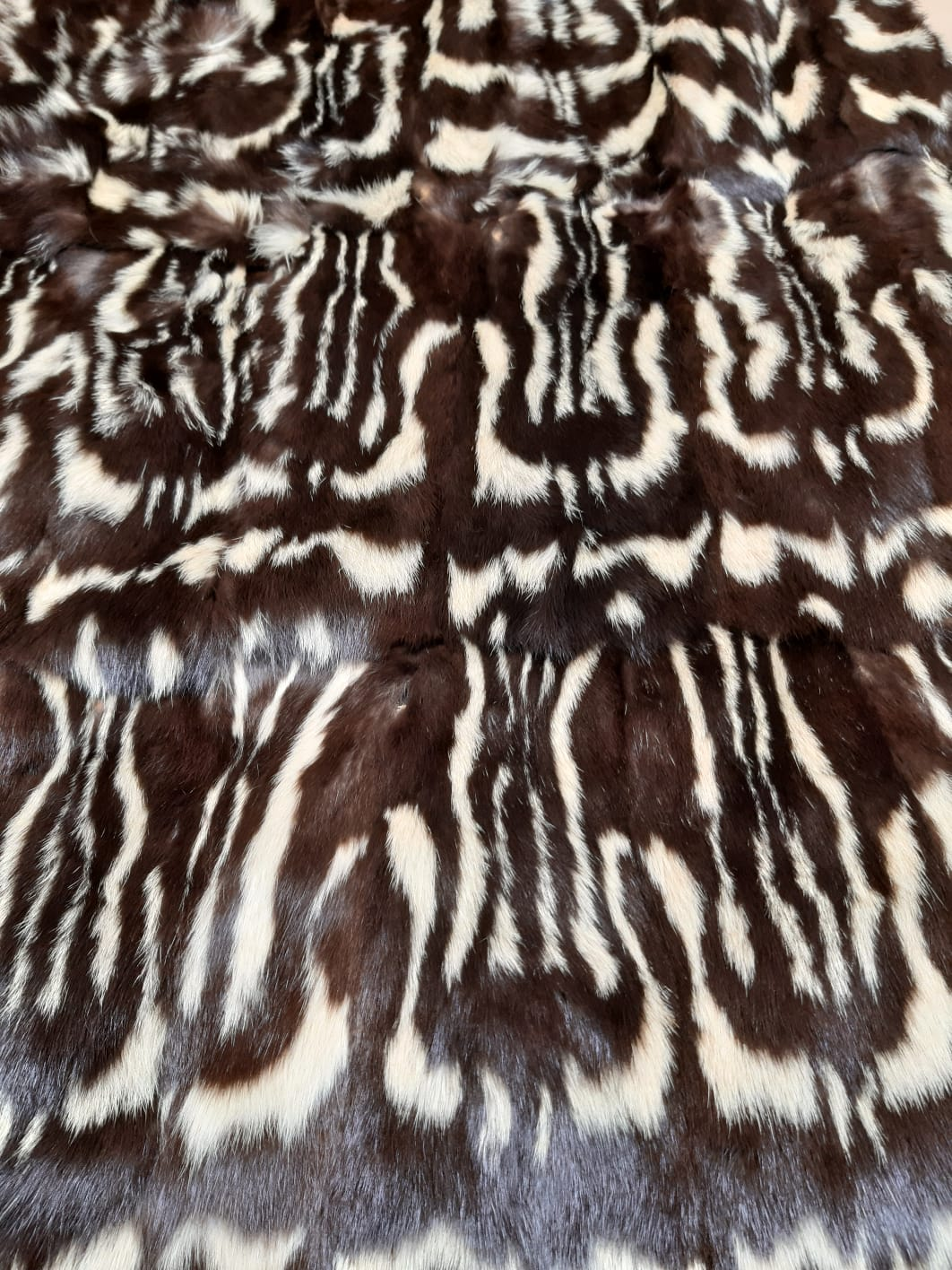
… zusammengenäht zu einem Innenfutter (Ausschnitt)

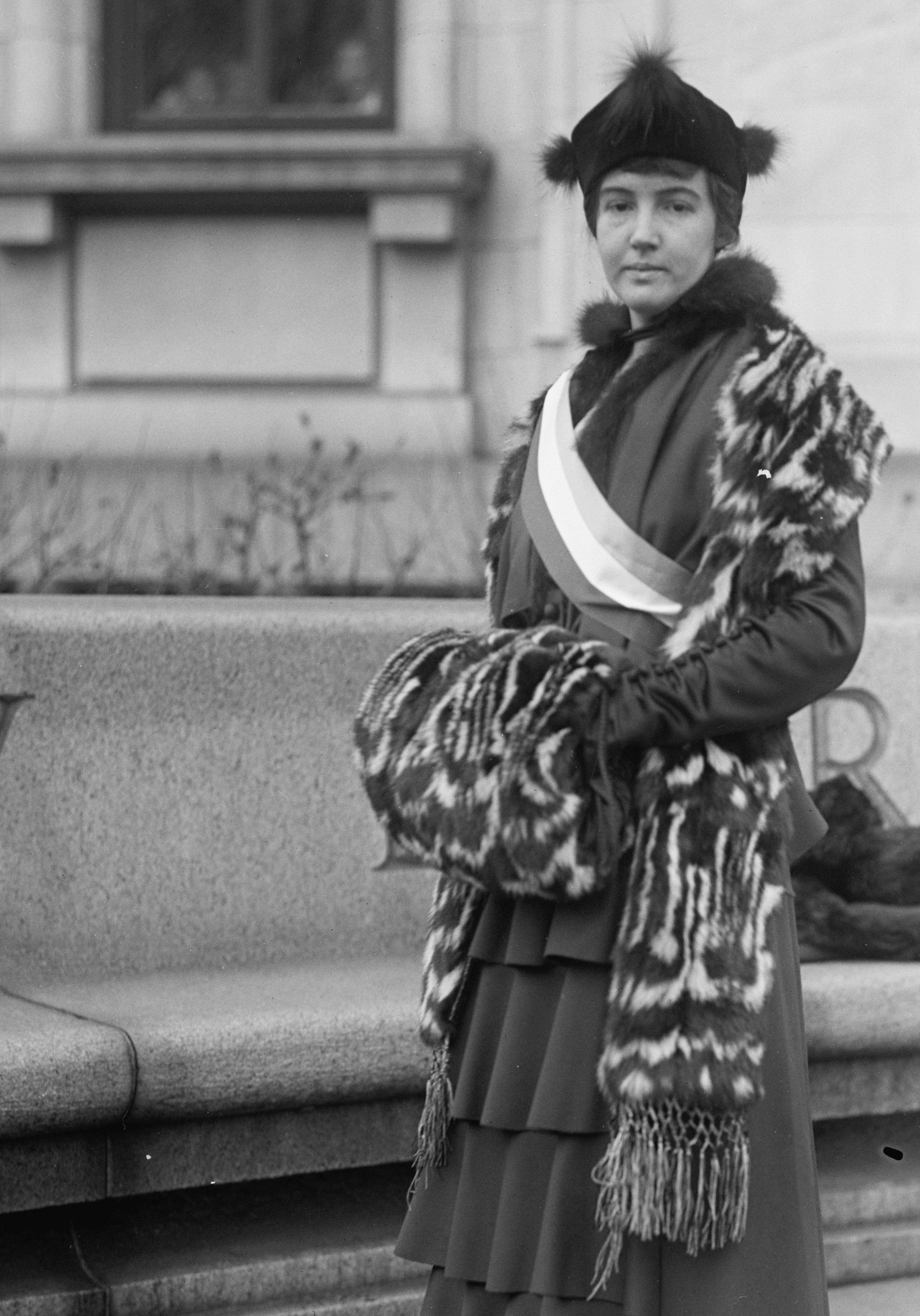
Muff und Schal aus Lyraskunks (1914)

- Als Lyraskunks, ehemals auch Civetcat oder Lyrakatze (nicht zu verwechseln mit der Zibetkatze), bezeichnet der Handel eine Farbvariante des Fleckenskunks. Die Körpergröße liegt zwischen 28 und 35 Zentimeter, der Schweif misst 17 bis 21 Zentimeter. Die Behaarung ist seidig und dicht, kürzer und weicher als bei den Streifenskunks. Die lyraförmige, weiße bis gelblich-weiße Streifen- oder Fleckenzeichnung hebt sich deutlich von der glänzend schwarzen Grundfärbung ab.[15] Wegen des leichten Leders wurde Lyraskunks schon Ende des 19. Jahrhunderts gern für Innenfutter verwendet.[17]

Allgemein werden vier Arten des Fleckenskunks unterschieden:
- Der Westliche Fleckenskunk lebt im westlichen Nord- und in Mittelamerika, sein Verbreitungsgebiet erstreckt sich von Britisch-Kolumbien und Wyoming bis zum mittleren Mexiko. Die Pelzfarbe ist schwarz-weiß gemustert; so gibt es weiße Flecken im Gesicht, weiße Flecken und Streifen auf dem Rumpf sowie einen fast vollständig weißen Bauch. Der schwarze Schwanz wird von einem weißen Büschel abgeschlossen. Felle männlicher Tiere sind mit einer durchschnittlichen Kopf-Rumpf-Länge von 42 Zentimeter größer als Weibchen, die zirka 36 Zentimeter lang werden. Bei beiden kommt ein etwa 13 Zentimeter langer Schwanz hinzu.[18]

- Östliche Skunks aus der Gegend zwischen dem Staat Connecticut und den Allegheny Mountains sind kleiner, haben aber eine sehr schöne Farbe. Die Gabelung biegt am Pumpf rechtwinklig ab, daher werden sie als Zackenskunks bezeichnet.[15] Die Felle sind relativ schmal. Der Östliche Skunk weist vier Rückenstreifen auf,[19] die Streifen sind unterbrochen und geben dem Fell ein getupftes Aussehen. Auf dem Vorderkopf befindet sich ein weißer Fleck. Die Kopf-Rumpf-Länge der Männchen beträgt 46 bis 69 Zentimeter, die der Weibchen 35 bis 54 cm,[19] die Schweiflänge beträgt etwa ein Drittel der Körperlänge.[20]

- Der Zwerg-Fleckenskunk bewohnt ein kleines Gebiet entlang der Pazifikküste Mexikos. Er erreicht eine Kopf-Rumpf-Länge von 12 bis 35 Zentimeter, der Schwanz ist 7 bis 12 Zentimeter lang. Die Grundfarbe ist schwarz; am Kopf finden sich weiße Musterungen, der Körper weist zwei bis sechs weiße Streifen auf, die ringförmig angeordnet sind. Auch der Schwanz tendiert zu weißen Haaren.

- Der Südliche Fleckenskunk kommt vom zentralen Mexiko bis Costa Rica vor. Er erreicht eine Kopf-Rumpf-Länge von 12 bis 34 Zentimeter, zu der ein 9 bis 12 Zentimeter langer buschiger Schwanz kommt. Die Fellfarbe ähnelt dem Westlichen Fleckenskunk.

Eine grundsätzliche Aufteilung in der Pelzbranche für den Fleckenskunk beziehungsweise die Civetcat ist auch die Trennung zwischen White-Tail-Typen und Black-Tail-Typen (anstelle eigentlich zoologisch in drei Typen, mit den Stinkdachsen vier, oder wohl etwa 20 Varietäten). Der Black-Tail-Typ (Schwarzschwanz-Typ) ist als Northern oder Iowa im Handel. Er kommt hauptsächlich aus Iowa und Nebraska und schließt auch einige Felle von angrenzenden Staaten mit ein. Die White-Tail-Typen (Weißschwanz-Typen) teilen sich in zwei Varietäten: 1. die Southern aus Texas und den nahegelegenen Staaten Louisiana, Missouri und Arkansas; und 2. die Southeastern mit markanterer Zeichnung, aber schmalerem Fell als die übrigen, aus den südöstlichen Staaten der USA.

### Südamerikanischer Skunk
- Der Patagonische Skunk steht als geschützte Art des Washingtoner Artenschutz-Übereinkommens im Anhang 2 des Abkommens; zum Handel sind Aus- und Einfuhrgenehmigungen sowie der Nachweis über die Unschädlichkeit für den Bestand notwendig (nach der EG-Verordnung 750/2013 seit dem 31. August 1980 im Anhang B gelistet). Das Fell ist überwiegend schwarz gefärbt, entlang des Rückens erstreckt sich vom oberen Teil des Kopfes bis zum Schwanz ein weißer Streifen, auch der Schwanz ist meistens weiß. Vor allem im südlichen Teil ihres Verbreitungsgebietes existiert ein Typ, bei dem sich der Streifen in zwei Teile aufspaltet und ein braunschwarzes Rückenfeld freilässt, was an das Muster des Streifenskunks erinnert.

- Vier Zorrino- bzw. Patagonische Skunkfelle

- Der Zorrino oder Surilho ist ein Vertreter der Ferkelskunks mit mehreren Arten aus Mittel- und Südamerika. Sein Fell wird nur wenig gehandelt, die an sich schon kleinen Felle haben oft einen störenden Wirbel im Genick, der bei der Verarbeitung weggeschnitten werden muss. Der jährliche Anfall wurde 1970 auf einige 10.000 Stück geschätzt,[21] 1988 war über die Anlieferungsmenge nichts mehr bekannt.[15] Er darf nicht mit dem afrikanischen Zorilla wechselt werden, der neben der Namensähnlichkeit auch noch ein skunksähnliches Aussehen aufweist (ebenfalls mit Gabelung). Die Färbung der Zorrinos ist kastanienbraun bis schwarz, das Haar ist sehr fein, aber dünner und flattriger als beim nordamerikanischen Skunk. Die weiße Gabelzeichnung variiert stark. Manchmal ist der Rücken vom Kopf bis zur Schwanzspitze weiß.[15]

Auf die Beschaffenheit der Gabel legt der Handel, im Gegensatz zum nordamerikanischen Skunk, nur wenig Gewicht, sie wird beim Sortieren des Rohsortiments nicht berücksichtigt.
Die besten Felle in raucher und seidiger Qualität kommen aus den südlichen Gegenden von Punta Arenas und Río Gallegos. Gröber, weniger rauch und flacher sind die Herkommen aus Montevideo und Buenos Aires.
Während an der Meeresküste Qualität und Farbe weniger edel ist, fällt im Hinterland bessere Ware an.
Die Provinzen Córdoba, San Juan, San Luis, Mendoza, Santiago del Estero und Salta liefern kleine bis mittelgroße Sorten.
Die besten Sorten kommen aus den Tälern zwischen der kleinen und großen Sierra von Córdoba. Das Fell ist am seidigsten, und zwar viel seidiger als bei den feinsten nordamerikanischen Skunks, doch ist das Haar weniger grannig.
Besonders geschätzt sind Felle aus dem Calmuchitatal. Unter dem Namen wurden zumindest noch um 1940 auch andere Qualitäten gehandelt.
Aus den Tiefebenen der argentinischen Provinzen kommen gröbere und etwas größere Sorten.
Provinz Entre Ríos liefert einen besonderen Typ.
Die Corrientes und Santa Fe sind in der Qualität ähnlich.
- Brasilianische Zorrinos haben grobe, flach aufliegende Haare. Sie sind von gleichmäßig dunkler Farbe mit kurzen Gabeln.
Paraguays und Entre Rios sind ähnlich.
Argentinische Felle sind seidiger, größer und qualitativ besser.

Die größten Mengen kommen aus Argentinien. Drei Gegenden sind die Hauptlieferanten für südamerikanische Skunkfelle. Sie gliedern sich noch einmal in verschiedene Unterzonen auf:
Eastern:
Entre Ríos aus dem Landesinnern.
Province oder Provincias von der Südostküste.
Montevideo auf der Ostseite des Río de la Plata entlang der Küste (Uruguays).
Central:
Córdoba stößt im Westen an Entre Ríos.
Calamuchitas sind groß mit dunklen Flecken.
Mendoza, zwischen Entre Ríos und den Anden. Mendozas sind gutfarbig, seidig und kurzgabelig.
Southern:
Chubut, im Süden Argentiniens, sind klein mit kurzer Gabel, seidig mit schöner heller oder goldgelber Farbe.
Santa Cruz, auch im Süden, sind ähnlich Chubut, ebenfalls klein, seidig mit hellerem Rücken zwischen den schmalen Gabeln, so genannte Golden Centers.
Magellan: Magellan sind groß, dunkler und seidig.
Rio Gallegos
Punta Arenas
- Peru, Chile, die Felle von dort haben für Pelzzwecke keine Bedeutung.[5]

### Stinkdachs
Der neuerdings zoologisch den Skunksarten zugerechnete Stinkdachs wird in der Pelzfachliteratur zwar als Tier mit einem brauchbaren Fell erwähnt, 1925 wurde der Pelz aber noch nicht genutzt, auch über eine spätere Verwendung scheint nichts bekannt.
Der Sunda-Stinkdachs lebt auf Sumatra, Borneo und Java; der Palawan-Stinkdachs ist auf der Philippinen-Insel Palawan und kleineren vorgelagerten Inseln beheimatet.
Das Fell ist dunkelbraun bis schwarz gefärbt. Beim Sunda-Stinkdachs zieht sich ein weißer Rückenstreifen vom Scheitel bis zur Schwanzbasis, während der Palawan-Stinkdachs nur einen einzelnen gelblichen Fleck auf dem Scheitel hat. Die Beine sind kurz, und auch der Schwanz ist nur ein Stummel. Sie erreichen eine Kopf-Rumpf-Länge von 32 bis 51 Zentimetern, eine Schwanzlänge von 2 bis 8 Zentimetern.

### Zorilla, Bandiltis
Der bereits erwähnte Zorilla, Bandiltis oder Kapskunk, mitunter auch Kapiltis gehört nach der zoologischen Systematik zu den Bandiltissen und damit einer anderen Unterfamilie an als die Skunks beziehungsweise Stinktiere. Äußerlich ähnelt er mit seiner bandartigen Streifenzeichnung von der Schnauze bis zur Schwanzwurzel jedoch dem amerikanischen Streifenskunk ziemlich auffallend. Die wenigen Felle, die von ihm in den Handel kamen, wurden zumeist zu Decken oder Innenfuttern verarbeitet.

## Handel, Geschichte
Die Nutzung der Felle wurde erst möglich als es gelang, den typischen Geruch zu beseitigen. Die Nachfrage in Nordamerika selbst war anfangs unbedeutend, die erste Zeit wurde das „anrüchige“ Fell, offenbar nicht nur dort, oft unter anderen, verschleiernden Namen angeboten, bis der Skunkse schließlich ganz besondere Wertschätzung erfuhr und sich für lange Zeit in der Spitze der begehrtesten Pelze etablierte, die deutschen Kürschner nannten die Skunkse um 1844 auch Muffetten. Der erste der, der bei der Verarbeitung die Gabeln herausschnitt, war Bernhard Schild, der seinen Betrieb in Leipzig 1898 eröffnete. Allerdings wusste man noch nichts damit anzufangen, sie wurden fortgeworfen. Seit etwa um 1870 stieg der Weltverbrauch an Skunkfellen an.
Im Jahr 1914 schreibt H. Werner: „1859 hört man in Leipzig zum ersten Male von Skunk, dem rauhen, ungemein dekorativen Pelz, der sich besonders in den letzten Jahren großer Beliebtheit erfreut“. Wegen des leichten Leders mancher Sorten wurden sie auch gern für Herrenpelze verwendet. Zuvor fanden sie höchstens örtlich eine geringe Verwendung. Der Weltumschlagplatz für Pelze, der Leipziger Brühl, verteilte die importierten Skunkse weiter in andere Länder, unter anderem nach Ost- und Südost-Europa, später auch größere Mengen nach Frankreich, bis das Fell schließlich auch in den USA größere Wertschätzung fand. Südamerikanischer Skunks gewann überhaupt erst nach dem Ersten Weltkrieg eine nennenswerte Bedeutung in Nordamerika. Während er in Europa und Asien in der Verwendung mit den übrigen Skunksarten konkurrierte, diente er in Amerika hauptsächlich zum Verbrämen von Stoffbekleidung und von preiswerten Pelzmänteln. Ein Überfärben mit einem leichten Blauton erhöhte die Akzeptanz für den Skunkspelz. Der europäische Markt blieb jedoch das Hauptabsatzgebiet, war man hier nicht in der Lage die Menge der Felle aufzunehmen brach der Preis zusammen, zum Beispiel zur Zeit des Ersten Weltkriegs.
Walter Fellmann hält in seiner Geschichte des ehemaligen Leipziger Pelzzentrums, dem Brühl, den griechischen Pelznäher Christos Pappagelias (* 1886; ‡ 1978) für erwähnenswert. Pappagelios kam aus dem griechischen Pelzreste-Verarbeitungszentrum Kastoria. Er lernte ab 1904 in Leipzig und gründete dort einen der Pelzkonfektionsbetriebe und spezialisierte sich auf Skunkskragen.
Bis nach dem Ersten Weltkrieg waren Skunkse ein bevorzugtes Material für Besätze, Kragen und Muffe, vorwiegend auch für große Kutscherkragen. An Gesamthandelswert stand der Skunk in den USA seinerzeit an zweiter Stelle hinter Bisam. Nach der IPA-Statistik von 1930 betrug die Anlieferung an die Weltmärkte damals etwa 5 Millionen Felle. Mit der Abkehr der Mode von den Langhaarfellen gingen auch die Anlieferungen zurück, nach dem Zweiten Weltkrieg ging es mit diesem Fellmaterial steil bergab.
Die verschiedenen Arten wurden nicht überall gleich nachgefragt. Die feineren Sorten, wie New York State und andere östliche Herkommen gingen 1930 meist nach Leipzig und Paris. Paris bevorzugte insbesondere zweite Qualitäten sowie schwarze und streifige Ware. Der Handel aus dem Osten und Südosten übernahm die größere, gröbere Ware, aber auch feinere Sorten, die beispielsweise nach Budapest gingen. Süddeutschland kaufte Minnesota und Dakota, andere deutsche Gebiete unter anderem westliche und nordwestliche Sorten.
Um 1885/1886 gab es aus Europa eine besonders starke Nachfrage nach Skunksfellen, bei gleichzeitig geringem Anfall durch erste Jagdbeschränkungen. Seitdem beschäftigten sich, sofern die Handelspreise lohnend erschienen, immer wieder Pelztierfarmen mit der Skunkzucht, um 1910 waren es in den USA etwa 100 Betriebe, um 1925 lieferten sie nach einer Schätzung von Rauchwarenhändler Emil Brass etwa ein Viertel aller in den Handel kommenden Felle; was später jedoch als wahrscheinlich zu hoch gegriffen angezweifelt wurde. Zu dieser Zeit nahm die Zahl der Skunkzüchter ohnehin bereits wieder ab, es hatte sich herausgestellt, dass die Zucht von Silberfüchsen wesentlich lukrativer war, auch war die Qualität schlechter als die der Wildfänge.
Während früher fast immer das Fell mit der geringsten Gabelung den höchsten Preis erzielte, ist es heute oft die interessante Zeichnung, wenn sich Designer für den Streifenskunks entscheiden. Schon einmal näherte sich der Preis der gestreiften Felle fast den fast einfarbigen an, als in den 1920er Jahren schwarz/weiß die Mode dominierte.
1984 wird ein Pelzfachmann zitiert: Skunk ist somit überhaupt kein Thema mehr am Brühl (gemeint ist das Pelzzentrum rund um die Frankfurter Niddastraße, abgeleitet vom Leipziger Brühl), der Artikel hat sich totgelaufen. Das Fell wird als zu poppig und zu schwer eingestuft. Nimmt man die Gabel heraus, „so sieht es aus wie ein Bärenfell.“ Trotz der guten Strapazierfähigkeit der meisten Sorten und obwohl, insbesondere als Besatz, die Langhaarmode wiedererstarkt ist, spielen Skunkfelle weiterhin keine Rolle in der Pelzmode (2011). Nur gelegentlich beschäftigen sich Designer mit dem etwas auffälligen Material.
Der Großhandel unterschied bei der Rohware in das amerikanische und das Londoner Sortiment. Beim amerikanischen Sortiment wurden alle Anfälle zusammengenommen (Sommer-, Herbst- und Winterfelle), und dann in schwarze, kurzgabelige, langstreifige und weiße sortiert. Das Londoner Sortiment benutzte ebenfalls diese Farbeinteilung und Nummerierung, wendete sie jedoch innerhalb der Jahreszeiten an und war deshalb genauer, zum Beispiel Sommerfelle I-IV, Herbstfelle I-IV usw.
Die Anlieferung der Rohfelle erfolgt geschlossen, Leder nach außen, oder aber aufgeschnitten.
Ein Kürschnersortment aus zugerichteten Skunkfellen beinhaltete in der Regel 40 Felle (= 1 Zimmer).
Die Schweife besitzen im Allgemeinen keinen Handelswert, gelegentlich wurden sie jedoch zu Decken und ähnlichem Pelzwerk verarbeitet. Harthaarige Sorten eignen sich für die Pinselindustrie. Bereits vom Sammler, dem ersten Glied in der Handelskette, wurde teilweise der borstige Teil des Schweifs (etwa zwei Drittel) vom Rohfell entfernt, um ihn den Bürstenmachern zuzuführen. Die Schweife der Fleckenskunks waren sehr viel gefragter als die des Streifenskunks, deren Schweifhaare sind gerade und neigen nicht dazu, sich zur Korkenzieherform hin zu verändern wie die der übrigen Arten. Die Haare wurden gereinigt und zu billigen langhaarigen Bürsten verarbeitet.
Wie alle Naturhaare verblasst auch das schwarze Skunkshaar im Laufe der Jahrzehnte, es wird heller und brauner. Dank der besonderen Langlebigkeit des Fells werden noch heute im Internet immer wieder kleine Skunksaccessoires aus der ersten Hälfte des 19. Jahrhunderts angeboten, deren Fellfarbe sich durch die lange Zeit bis zu einem rot- beziehungsweise rostbraun verändert hat (2012). Zusammen mit der Farbe geht leider auch die Seidigkeit verloren und das Flair dieser Pelzart ist nicht mehr erkennbar.

## Verarbeitung, Verwendung
Sofort wenn das abgezogene Skunkfell beim Aufkäufer ankommt, wird das Fell vorbehandelt. Bei den meisten Skunkssorten weist die Rohhaut besonders viel Feuchtigkeit auf, würde das Lederfett nicht entfernt werden, ginge sie bei ansteigender Temperatur sofort in Fäulnis über. Das Fell wird auf einem von der Borke befreiten Holzstamm (ähnlich dem Gerberbaum) mit einem stumpfen, zweihändigen Rundmesser abgeschabt („scraped“) und anschließend getrocknet. Das abfallende Fett ging zumindest seinerzeit in die Seifenherstellung. Dunkle Flecken auf der Haarseite sind für den Händler ein Merkmal, dass das Fell eventuell vor dem Scrapen geschädigt wurde, dort befinden sich nach dem Zurichten dann kahle Stellen.
Ein altes Fachbuch vermerkt: „Dieses Fellwerk ist beziehentlich seiner Verarbeitung dem Kürschner durch sein unegales Haar gerade so unbequem, wie das Thier zu Lebzeiten durch seinen Gestank. Kein Fell hat in der Rauche und Länge so unegales Haar wie der Skunk; am Kopf so kurz fast wie Hermelin, ist es in der Mitte des Rückens so lang wie der Fuchs, gegen die Hinterklauen fällt es wieder ab. Daraus soll nun etwas Egales fabriciert werden, und die Schwierigkeit wird erhöht dadurch, daß Kopf und Pumpf (das hintere Fellteil) schmäler sind als die elastische Mitte des Felles. Die besten Skunks sind ganz schwarz, dann werden sie geringer und schwerer zu verarbeiten durch die kleinere oder größere gabelförmige weiße und gelbe Zeichnung, die herausgeschnitten werden muß, auch wenn der schlaue Rauchwarenhändler, wie dies bei kleineren Gabeln geschieht, das Weiße schon durch die Schere hat herausschneiden lassen und auf diese Weise an Stelle der weißen Gabeln kahle Stellen gesetzt, die vom Haare gedeckt, weniger leicht bemerkt werden.“ Auch Ernst Kreft erinnert sich: „Der Skunk, zu Anfang des 20. Jahrhunderts das ‚Brot des Kürschners‘ genannt (mein damaliger Chef teilte mir im Jahr 1907 die Rekordziffer von 90.000 verarbeiteten Skunks im verflossenen Jahr mit), machte den alten Kollegen viel Schwierigkeiten in der Verarbeitung. Heute ist sie für uns ein Kinderspiel.“
Skunkfell kann zu allen Arten der Pelzbekleidung sowie zu Wohnaccessoires verwendet werden. Vom Beginn seiner neuzeitlichen Nutzung an wird das Material hauptsächlich zu Besätzen und kleineren Teilen, wie Schals, Mützen, Kolliers (Schals in Tierform) bis hin zu Jäckchen verarbeitet, um die 1960er, 1970er Jahre auch häufiger zu Capes, Jacken und Mänteln. Insbesondere die früher durchaus in größeren Mengen angelieferten, preiswerteren weißen Skunks eignen sich, passend eingefärbt, als Besatzmaterial. Ein amerikanisches Fachbuch nennt die Saison 1967/68, in der die Skunkspelze Fell-auf-Fell, halbfellig quer oder längs ohne Ausschneiden der Gabeln gearbeitet wurden. Als vor dem Zweiten Weltkrieg die Gabeln noch ausgestochen wurden, verarbeitete man sie zu Tafeln. Diese wurden meist gefärbt, um daraus Decken, Innenfutter und Kragen herzustellen. Auch die übrigen abfallenden Pelzreste werden bei ausreichender Menge als Halbfabrikate zu Tafeln vorkonfektioniert.
Für Schals, Kragen und Ähnliches ließ man auch früher bereits die Gabeln häufig im Fell. Werden die Felle rund angeliefert, wird zu Beginn der Verarbeitung das Fell aufgeschnitten und dabei der dünnbehaarte Teil der Bauchseite in einem Stück entfernt. Für die Verarbeitung ohne Gabel wird diese dann unter Anblasen des Haars mit Blick auf die Farbgrenze am Haaraustritt mit dem Kürschnermesser herausgeschnitten. Eine Arbeit, von der das Fachbuch sagt, die Übung und Geschick erfordert, darf doch von dem wertvollen dunklen Haar nichts verloren gehen. Um die Haarlängen dem medaillonförmigen Mittelstück (Grotzenstück) wieder anzupassen, muss das Mittelstück bei schmalen Gabeln hochgestreckt werden. Sind die herausgeschnittenen Gabeln breiter, so ist der entstehende Haarlängenunterschied ebenfalls größer. In diesem Fall wird das Medaillon 2 bis 2 ½ Zentimeter hochgerückt, bevor es wieder mit dem Restfell zusammengenäht wird.
Die Verarbeitung des Lyraskunkfells mit seiner stark verästelten Gabelung beschreibt ein Fachbuch im Jahr 1903. Die Felle kamen über großen Auktionen in London in unbestimmten kleinen Mengen in den Handel. Die Pelzveredlung geschah teils in London, teils in Leipzig. Die Felle wurden meist in zwei Sorten getrennt, solche mit weißer und solche mit gelber Zeichnung. Am meisten wurden die dunklen, mit schöner, regelmäßiger weißer Zeichnung geschätzt. Die beiden Sorten wurden jeweils noch einmal in die Qualitäten A, B und C sortiert, wobei die Vollständigkeit der Zeichnung ausschlaggebend mit der Farbe des Grundtones war. Meist wurden die Lyraskunkfelle für Innenfutter der Stoffmäntel verwendet, wobei Russland der Hauptabnehmer war. Entscheidend für die Nutzung zu Futtern war wohl das geringe Gewicht, die gute Wärmewirkung, die gute Strapazierfähigkeit und das weiche Leder. Zu der Zeit hatte man aber auch schon begonnen, das Fell für Garnituren, Jacken und sogar Mäntel zu verwenden. Das auf den ersten Blick „schreiend“ wirkende Material wirkte in der regelmäßigen Wiederholung des Lyramusters recht harmonisch. Die Modelle sollten jedoch möglichst einfach geschnitten sein, da viele Falten dem Pelz leicht ein futterähnliches Aussehen gaben. Solch größere Teile gewannen „an Ansehen“, wenn ein anderes, langhaarigeres („raucheres“) Fell, zum Beispiel Bär oder nordamerikanischer Skunks als Besatz hinzu kam. Dadurch wirkte der Lyraskunk flacher und das schreiende der Zeichnung wurde abgemildert. Um ein möglichst spiegelgleiches Bild des gesamten Kleidungsstücks zu erzielen, wurde das „Versetzen“ angeraten. Hierbei wird jeweils eine Fellhälfte in das linke, die andere in das rechte Pelzteil verarbeitet. Oft musste auch ein Vervollständigen der Zeichnung vorgenommen werden, ansonsten sollten innerhalb eines Felles möglichst keine Veränderungen gemacht werden, wie kürschnerisches Ein- oder Auslassen. Um die Quernähte zwischen Kopf und Fellrumpf beim Übereinandersetzen weniger sichtbar zu machen, wurde der Ruppf bis zu den ersten zwei Flecken abgeschlagen, auch der Kopf, der allerflachste Teil davon, vier bis neun Zentimeter. Die Felle wurden dann so zusammengenäht, dass die zwei Flecken des Rumpfes auf die zwei breiten Streifen des Kopfes zu stehen kamen., wodurch ein guter Übergang ohne größeren Fellverlust erzielt wurde.
Einige Zeit nach Erfindung der Pelznähmaschine um 1870 wurde es zu wirtschaftlichen Kosten möglich, durch das so genannte Auslassen Felle in der Form beliebig zu verändern. Hierbei werden vor allem durch schmale V- bzw. A-förmige Schnitte die Felle auf Kosten der Breite in jede gewünschte Länge, bis hin zum bodenlangen Abendmantel, gebracht, beim Skunks bei klassischer, unifarbiger Verarbeitung nach dem Entfernen der Gabeln. Die entgegengesetzte Wirkung, ein Verkürzen bei gleichzeitigem Verbreitern des Fells wird mit dem Einlassen erzielt. Skunkse wurden seltener bis auf Mantellänge ausgelassen, aber auch bei kleineren Teilen werden diese Arbeitstechniken häufig zur Formgebung angewendet.
Die für die naturelle Verwendung als zu hell erachteten Felle werden geblendet, das heißt, eine dunklere Farbe wird mit einer Bürste vom Haar her aufgetragen oder aber gefärbt, für helle Modefarben nach einem vorhergehenden Entfärben (Bleichen). Naturfarbige Felle werden vom Kürschner mit einer meist dunkelblauen Anilinfarbe während der Verarbeitung ledergeblendet, um ein Durchscheinen des hellen Leders beim fertigen Kleidungsstück zu verhindern.
Im Jahr 1965 wurde der Fellverbrauch für eine für einen Skunkmantel ausreichende Felltafel mit 60 bis 70 Fellen angegeben (sogenanntes Mantel-„Body“). Zugrundegelegt wurde eine Tafel mit einer Länge von 112 Zentimetern und einer durchschnittlichen Breite von 150 Zentimetern und einem zusätzlichen Ärmelteil. Das entspricht etwa einem Fellmaterial für einen leicht ausgestellten Mantel der Konfektionsgröße 46 des Jahres 2014. Die Höchst- und Mindest-Fellzahlen können sich durch die unterschiedlichen Größen der Geschlechter der Tiere, die Altersstufen sowie deren Herkunft ergeben. Je nach Pelzart wirken sich die drei Faktoren unterschiedlich stark aus.
Bis vor dem Zweiten Weltkrieg hatten sich etliche Leipziger Kürschner stark auf die Streifenfabrikation spezialisiert. Die aus den Skunksfellen herausgeschnittenen Gabeln wurden dort gesammelt und von den Spezialisten, unter anderem von griechischen Kürschnern, die seit Jahrzehnten über diese Fertigkeit verfügten, zu größeren breiten Streifen zusammengesetzt. Meist wurden daraus Pelzkrawatten gearbeitet, aber auch Decken, Innenfutter und Kragen.
Hauptorte für die Verwertung der Pelzreste sind heute noch Kastoria und das kleinere Siatista im Nordwesten Griechenlands. Wenn genügend Skunksstücken und Skunksgabeln anfallen, gehen diese von Europa und Amerika nach dort, um zu so genannten Bodys zur späteren Weiterverarbeitung zusammengesetzt zu werden.
- Skunksverarbeitung Ende des 19. Jahrhunderts
- Pelerine
- Ein halbes Innenfutter
- Kragen aus zwei Fellen
- Muff, zwei Felle in die Länge gearbeitet
- Muff, zwei Felle in die Breite gearbeitet
- Muff aus den Gabeln

- „Verwendung von Skunksschweifen zu Bettvorlagen“

## Skunksfarbig gefärbte Veredlungen
Zur großen Zeit der Skunksmode wurden diverse andere Fellarten entsprechend der Farbe des Skunkfells gefärbt. In großen Mengen verkauft wurde und allgemein bekannt war das Skunkskanin. Skunkskatze bezeichnete eine schwarzgefärbte Langhaarkatze. Weiterhin wurden skunkfarbig eingefärbt Amerikanische Opossumfelle, Wallabyfelle, Hasenfelle, Flughörnchenfelle, Whitecoatfelle, Fuchsfelle, Wolfsfelle, Pahmifelle, Waschbärfelle, Ziegen- und Zickelfelle. Sie wurden ebenfalls mit dem Zusatz Skunk oder Skunks versehen, also Skunk(s)hase, Skunk(s)opossum usw.
Um 1926 kostete ein Skunksmantel durchschnittlicher Qualität beispielsweise etwa 250 Mark, die preiswertere Imitation aus Skunksopossum zirka die Hälfte, 125 Mark.
Immer wieder einmal wird auch die interessante Gabelung des Lyraskunks auf andere Pelzarten mithilfe von Schablonen aufgespritzt, beispielsweise auf weiße Kanin und Zickel.
Umgekehrt diente das Skunkfell auch der Imitation anderer, noch wertvollerer Pelzarten und wurde bei entsprechender Mode beispielsweise zobel-, marder- oder blaufuchsfarbig gefärbt.

## Zahlen, Fakten
Detaillierte Handelszahlen über nordamerikanische Rauchwaren finden sich bei
Emil Brass: Aus dem Reiche der Pelze. 1. Auflage, Verlag der „Neuen Pelzwaren-Zeitung und Kürschner-Zeitung“, Berlin 1911
Emil Brass: Aus dem Reiche der Pelze. 2. verbesserte Auflage, Verlag der „Neuen Pelzwaren-Zeitung und Kürschner-Zeitung“, Berlin 1925
Emil Brass: Aus dem Reiche der Pelze (1911)
Milan Novak u. a., Ministry of Natural Resources: Wild furbearer management and conservation in North America. Ontario 1987 (englisch), ISBN 0-7778-6086-4
Milan Novak u. a., Ministry of Natural Resources: Furbearer Harvests in North America, 1600-1984, Anhang zu vorstehendem Wild furbearer management and conservation in North America. Ontario 1987 (englisch), ISBN 0-7729-3564-5
| Vergleich der Größen von Skunkfellen | Vergleich der Größen von Skunkfellen | Vergleich der Größen von Skunkfellen | Vergleich der Größen von Skunkfellen | Vergleich der Größen von Skunkfellen | Vergleich der Größen von Skunkfellen                                                      | Vergleich der Größen von Skunkfellen                                                      | Vergleich der Größen von Skunkfellen                                                      |
| Sorten („Sections“) | Größen*                              | Größen*                              | Größen*                              | Größen*                              | Prozentsatz der Gestreiften in den durchschnittlichen Losen** („Stripes in Average Lots“) | Prozentsatz der Gestreiften in den durchschnittlichen Losen** („Stripes in Average Lots“) | Prozentsatz der Gestreiften in den durchschnittlichen Losen** („Stripes in Average Lots“) |
| Sorten („Sections“) | XL                                   | L                                    | M                                    | S                                    | Black und Shorts                                                                          | Longs                                                                                     | Broads                                                                                    |
| --- | ------------------------------------ | ------------------------------------ | ------------------------------------ | ------------------------------------ | ----------------------------------------------------------------------------------------- | ----------------------------------------------------------------------------------------- | ----------------------------------------------------------------------------------------- |
| Eastern | 33                                   | 30                                   | 27                                   | 24                                   | 50                                                                                        | ← 50 →                                                                                    | ← 50 →                                                                                    |
| Central | 34                                   | 31                                   | 27                                   | 24                                   | 40                                                                                        | 35                                                                                        | 25                                                                                        |
| Minnesota | 40                                   | 33                                   | 29                                   | 26                                   | 5                                                                                         | 85                                                                                        | 10                                                                                        |
| Iowa | 35                                   | 31                                   | 29                                   | 26                                   | 15                                                                                        | 65                                                                                        | 20                                                                                        |
| Kansas-Nebraska | 34                                   | 29                                   | 27                                   | 24                                   | 20                                                                                        | 60                                                                                        | 20                                                                                        |
| Southern | 29                                   | 25                                   | 22                                   | 18                                   | Meist Broads                                                                              | Meist Broads                                                                              | Meist Broads                                                                              |
| Southwestern | 25                                   | 23                                   | 21                                   | 17                                   | Meist Longs und Broads                                                                    | Meist Longs und Broads                                                                    | Meist Longs und Broads                                                                    |
| * Diese Größen basieren auf den durchschnittlichen Longstripes (Langstreifigen) der verschiedenen Sorten bzw. Herkommen („sections“): Die Broads (breite Felle) sind etwa gleich breit, die Blacks (schwarze Felle) sowie die Smallstripes (schmalstreifigen) etwa 10 Prozent schmaler. |                                      |                                      |                                      |                                      |                                                                                           |                                                                                           |                                                                                           |
| ** Diese Prozentsätze können eventuell etwas differieren, abhängig vom Sammler und den lokalen Gepflogenheiten. |                                      |                                      |                                      |                                      |                                                                                           |                                                                                           |                                                                                           |

Skunksgarnituren
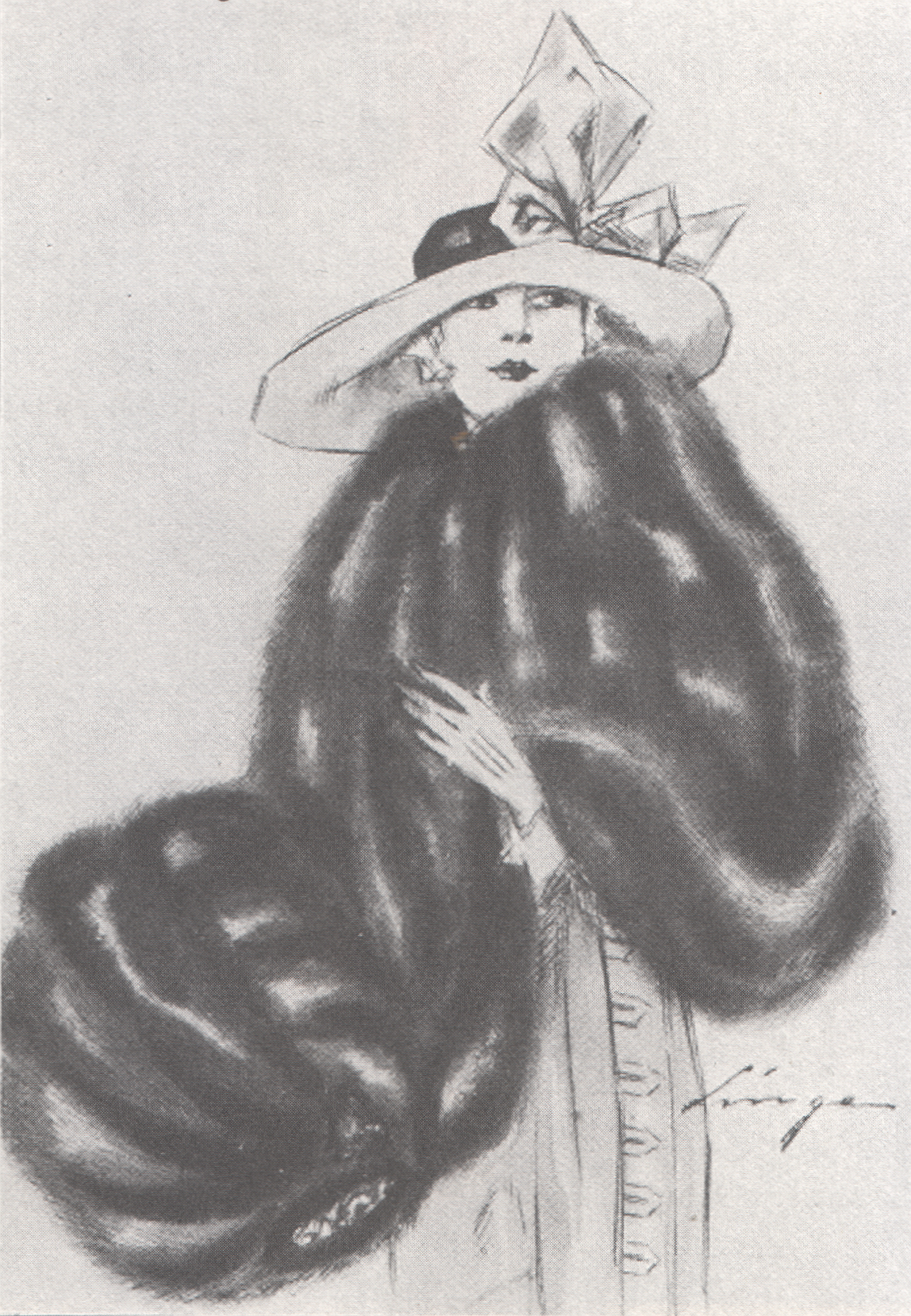
Muff und Cape (1910)
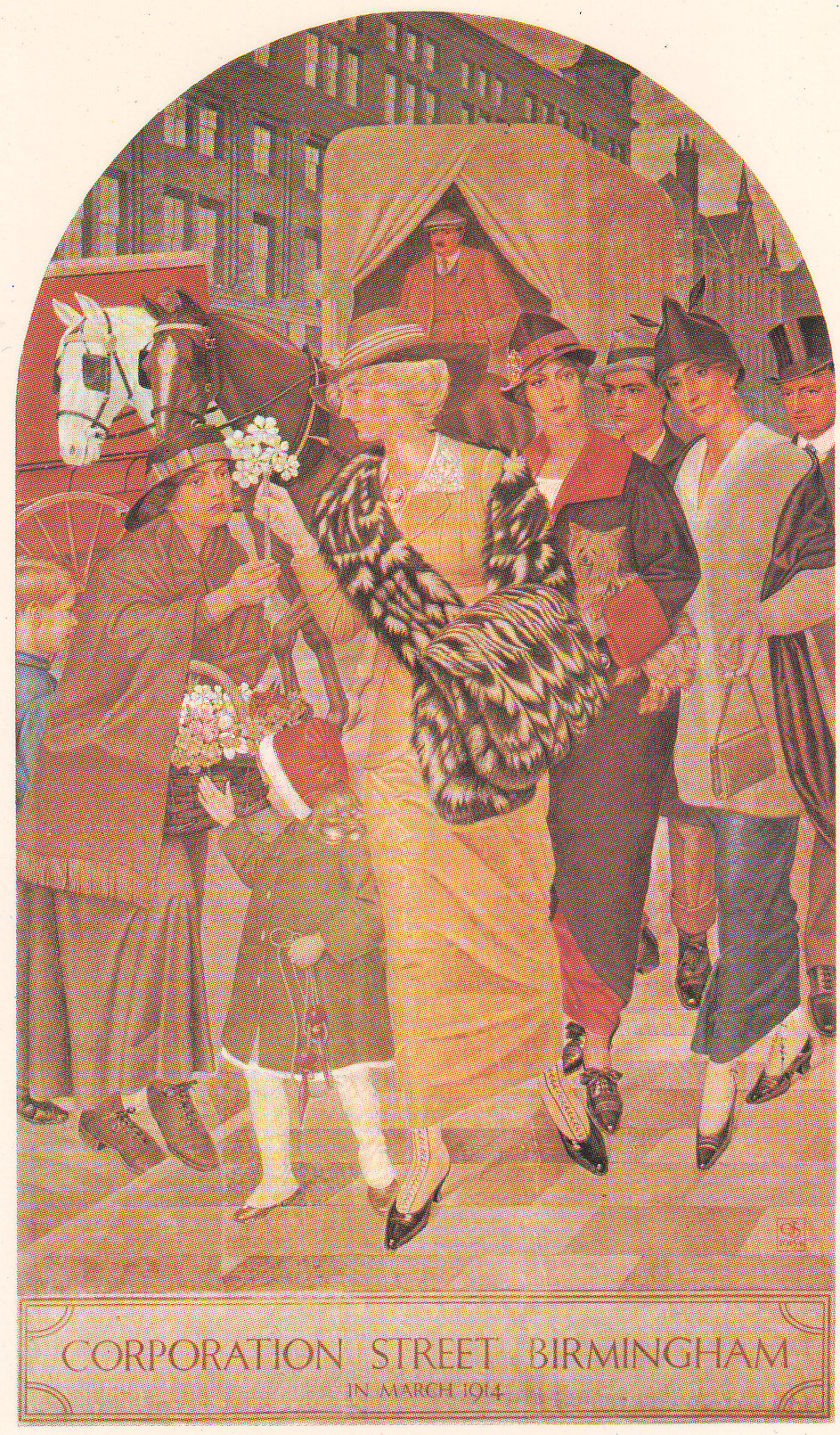
Muff und Schal aus Lyraskunk (Birmingham, Mai 1914)

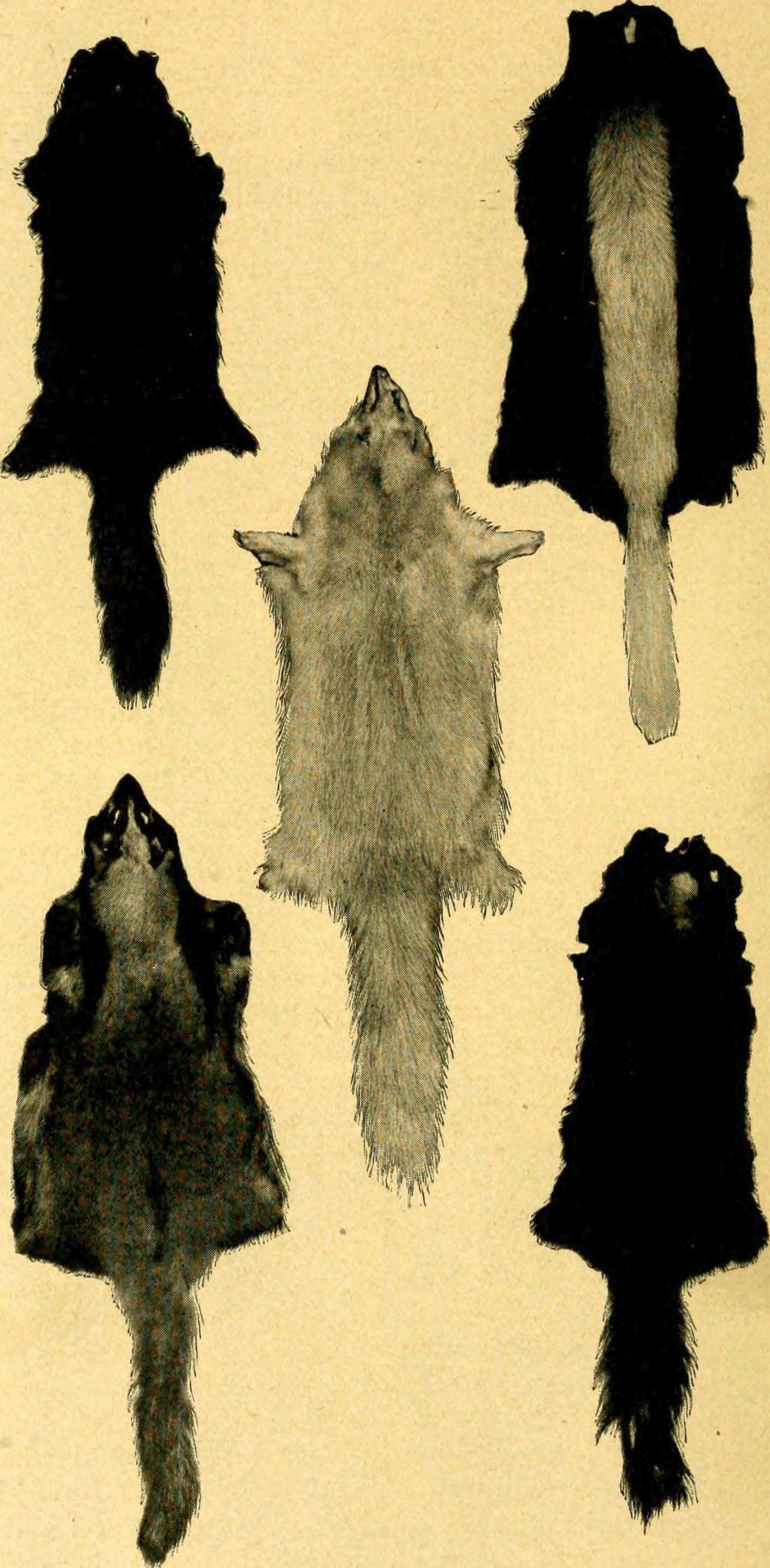
Skunkfelle: (1) schwarz; (2) weiß; (3) klarweiß; (4) einfach gestreift; (5) Stern (1906)

- 1855 betrug die Einfuhr nach London

aus den Ländern der Hudson’s Bay Company: 5945 Skunkfelle im Wert von 6743 ₤;
aus Alaska, Oregon, Kanada usw.: 200 Felle im Wert von 40 ₤.
- 1875 betrug die Einfuhr nach London

aus den Ländern der Hudson’s Bay Company: 2789 Skunkfelle im Wert von 1860 ₤;
aus Alaska, Kanada, Oregon und den nordwestlichen Staaten der USA, von Kleinhändlern gekauft und in London verkauft: 275.943 Felle im Wert von 81.540 ₤.
- 1891 in einem Kürschner-Fachbuch, die einem Fachmann heute merkwürdig vorkommende Anmerkung: Ein weiterer Uebelstand ist das häufige Vorkommen von Nissen (Eiern von Läusen), so daß man im Ganzen, trotz seiner momentanen Beliebtheit, den Skunk das Prädicat eines edlen Pelzwerks nicht zusprechen kann.[17] --- Skunkfelle neigen dazu, dass sich die Oberhaut schuppig ablöst,[41] was vielleicht den Anschein von „Nissen“ verursachen könnte. Nissen würden den Gerbprozess nicht überstehen, auch die Reste davon wären anschließend ausgespült.

- 1907-1909, in diesen drei Jahren betrug die jährliche Gesamt-Durchschnittsproduktion von Skunkfellen aus Nordamerika 1 ½ Millionen Stück, aus Südamerika 5000 Stück.[14]

- 1911 gibt Rauchwarenhändler Emil Brass den Wert eines Hudsons-Bay-Skunkfells mit 6 bis 8 Mark an;[14] 1925 mit 12 bis 20 Mark.[13]

Von dem südamerikanischen Skunk, dem Zorrino (für uns irreführend, von den Spaniern auch Zorillo (Füchschen) genannt, siehe oben) schreibt er zu der Zeit, dass nur verhältnismäßig sehr wenige auf den Markt kommen, nur aus Argentinien jährlich einige Tausend Stück. Es könnten erheblich größere Mengen kommen, doch erzielen dieselben meist einen so geringen Preis, von 50 bis 60 Pf. das Stück, dass der Fang und das Sammeln nicht lohnt.
- 1925 bietet der Rauchwarengroßhändler Jonni Wende an: Skunks: Natur, prima schwarze 20 bis 30 Reichsmark; natur, kurzgabelige 15 bis 27 Reichsmark; natur, streifige 9 bis 22 Reichsmark; schwarzgefärbte 10 bis 12,50 Reichsmark.[42]

- 1928 in einem Kürschnerfachbuch: Die Londoner Jänner-Auktionen brachten bei C. M. Lampson & Co. 500.000; Fred Huth & Co. 200.000; Hudson-Bay Company 796.000 Stück. Die New York Auktion brachte im April 1928 163.000 Skunks zur Versteigerung. Das Sortiment fällt meist in fünf Teile. Die amerikanische Auktion sortierte bis zu zwölf Arten und teilte überdies die Felle nach der Herkunft ein, wie Ware aus Neuengland, Nord Ohio, Pennsylvanien, Michigan; Südostware, Nordwestware, Kansas und Nebraska. Die höchsten Preise erzielt Nordwestware.[31]

- 1929 kosteten Skunkse

beste „Garnitur“, naturell dunkel 20,- bis 30,- RM per Stück
Besatzware, streifig naturell 10,- bis 22,- RM per Stück
gefärbte secunda 7,50 bis 10,- RM per Stück
- 1930 betrug nach einer Statistik der IPA – Internationale Pelzfach-Ausstellung Leipzig die Jahresanlieferung von Skunkfellen an die Weltmärkte etwa 5 Millionen Stück.[15] Der Anfall kanadischer Skunkse wird auf den Auktionen der Hudson’s Bay Company versteigert. Das Angebot hat in den letzten Jahren nie mehr als 30.000 auf das ganze Jahr berechnet betragen.[6]

- Mit Stand 1935 wurden im amerikanischen Sortiment die Felle nur in vier Farbklassen sortiert, ohne Rücksicht auf die Fellqualität: I. schwarze, II. kurzgabelige, III. langstreifige, IV. weiße. Im Londoner Sortiment wurden die Felle nach der Qualität in Winter-, Herbst- und Sommerfelle sortiert und in fünf Farben: I. schwarz, II. kurzgabelig, II. schmalstreifig, IV. breitstreifig, V. weiß.[30]

- Vor 1944 [2. Juni 1939[44] ] betrug der Großhandelspreis (Höchstpreis) für

Nordamerikanische: beste RM 30,-; mittlere RM 20,-; schwache RM 10,-; gefärbt RM 15,-
Südamerikanische: beste RM 9,-; schwache RM 4,50
- Am 3. Februar und 4. Mai 1949 wurden auf den beiden Londoner Auktionen der Hudson’s Bay Company 69.789 Skunkfelle, auf der zweiten Auktion 139.768 Stück, als unverkäuflich zurückgezogen.[5]

- In der Saison 1961/62 wurden nach Angaben des amerikanischen „Fish and Wildlife Service“ in den USA rund 61.700 Skunks gefangen, in der nächsten Saison 1962/63 waren es etwa 47.000 und 1966/67 nur noch knapp 34.000, also gegenüber der Zeit vor dem Zweiten Weltkrieg ein recht beträchtlicher Rückgang.[21]

- 1966 (fiskalische Jahre) waren es, ebenfalls in den USA, geschätzt 500.000 [erscheint fehlerhaft, 50.000?]; 1970 waren es 21.874 und 1971 (Schätzung des BDC) 15.617.

Die Veränderung des Rohfellaufkommen jeweils im Vergleich zum Vorjahr betrug 1966 = – 8 %; 1967 = – 5 %; 1968 = – 42 %; 1969 = + 32 %
- Nach dem Zweiten Weltkrieg und der Abkehr der Mode von den Langhaarfellen gingen auch die Anlieferungen zurück. 1966/67 waren es noch knapp 34.000; 1970 etwa 22.000.[15]

- In der Saison 1971/72 wurden in Kanada nur 179 Felle vom Streifenskunk erfasst mit einem durchschnittlichen Preis von 28 Cent das Stück.[16]

- Vor 1988 fielen jährlich zwischen 15.000 und 20.000 Felle des Fleckenskunks (Lyraskunks) an.[15]

- Auf der Auktion vom 5. Juni 2012 wurden vom kanadischen Pelzauktionshaus NAFA – North American Fur Auctions 10.033 Skunkfelle angeboten und zu 60 Prozent verkauft. Der Durchschnittspreis pro Stück betrug 3,69 Dollar, die besten Felle erzielten 23,- Dollar.[48]

## Siehe auch

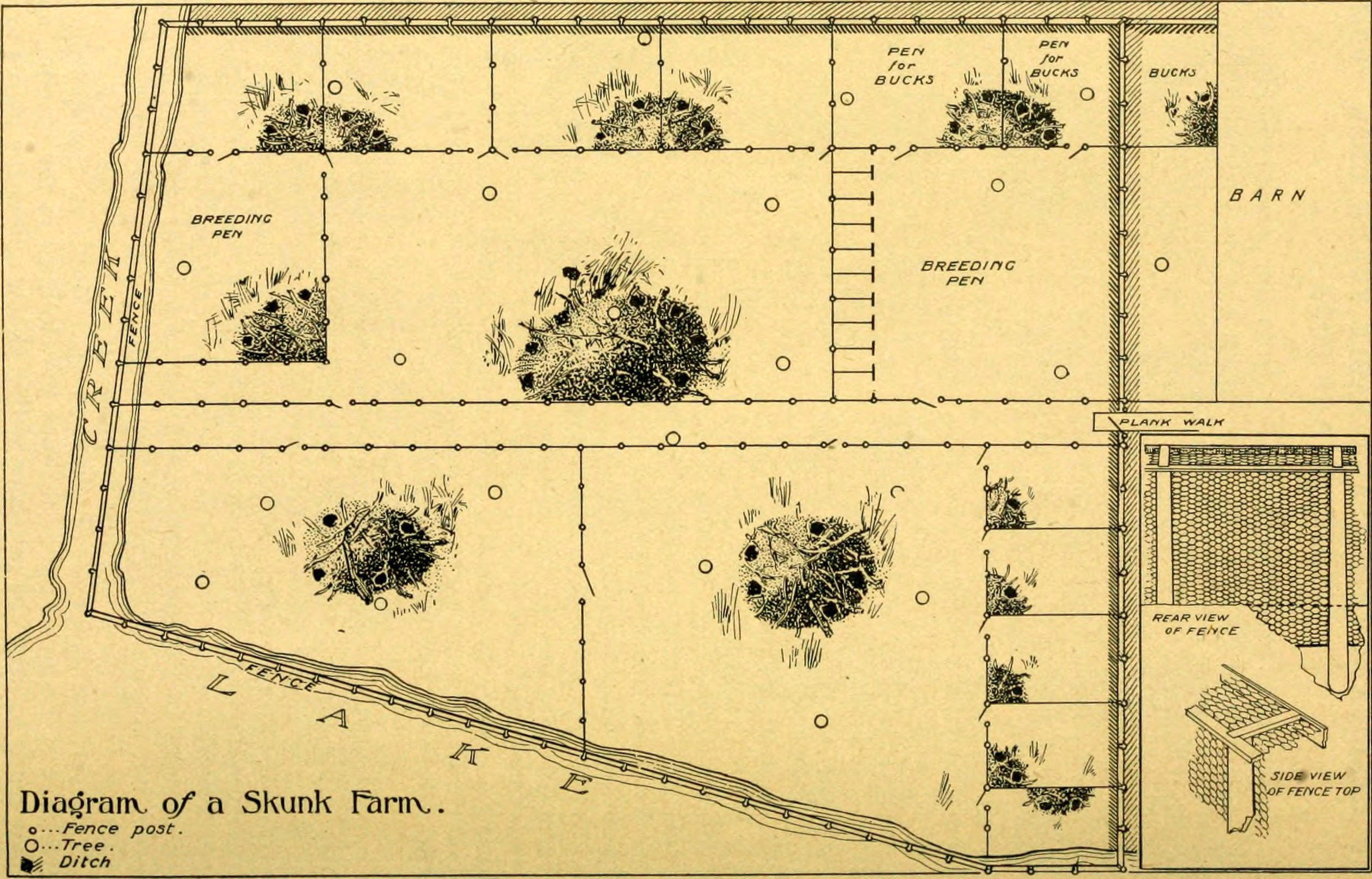
Skunkfarm (1906)

## Weblinks

Fiktives Chickasaw-Kostüm, Gürtel mit Skunkschweifen (USA, 2010)

## Anmerkung
1. ↑  Die angegebenen vergleichenden Werte (Koeffizienten) sind das Ergebnis vergleichender Prüfung durch Kürschner und Rauchwarenhändler in Bezug auf den Grad der offenbaren Abnutzung. Die Zahlen sind nicht eindeutig, zu den subjektiven Beobachtungen der Haltbarkeit in der Praxis kommen in jedem Einzelfall Beeinflussungen durch Gerbung und Veredlung sowie zahlreiche weitere Faktoren hinzu. Eine genauere Angabe könnte nur auf wissenschaftlicher Grundlage ermittelt werden. Die Einteilung erfolgte in Stufen von jeweils 10 Prozent. Die nach praktischer Erfahrung haltbarsten Fellarten wurden auf 100 Prozent gesetzt.